# Gzip
gzip е алгоритъм за компресиране на данни, разпространяван свободно. Част от проекта GNU, gzip е с отворен код, като първоначалната идея е да замести съществуващия дотогава формат compress, използван в Unix и GNU/Linux.

## Особености
Файловете, компресирани с gzip, са с разширение gz и всички задължително съдържат следните елементи:
- служебни данни в рамките на 10 байта;
- контролна сума;
- първоначалния размер на файла преди компресията.

Ако файловете са повече от един, могат да се добавят в tar архив с разширение tar.gz.
Алгоритъмът gzip е основан на алгоритъма Deflate. В днешно време се използва широко, честа практика е например уеб сървърите да компресират файловете преди изпращането им, а браузърът на потребителя да ги декомпресира при получаването им.